# 이영규
이영규(李瑛珪, 1960년 8월 20일 ~ )는 대한민국의 법조인 출신 정치인으로, 국민의힘 소속 정당인이다.

## 학력
- 공주대학교사범대학부설고등학교 졸업
- 서울대학교 정치학과 학사
- 서울대학교 대학원 행정학 석사

## 생애
1960년 충청남도 서천군 서면에서 태어났다. 서천칠성초등학교, 서천비인중학교, 공주대학교사범대학부설고등학교, 서울대학교 사회과학대학 정치학과, 서울대학교 행정대학원 행정학 석사 과정을 졸업, 수료하였다. 1982년 제26회 행정고시에 합격하여 충청남도청 등에서 지방공무원으로 근무하였다. 1988년 제30회 사법시험에 합격하였다. 2004년까지 검사로 근무하였다. 이후 변호사로 활동하였다.

## 정치 경력
2004년 대한민국 제17대 국회의원 선거에 출마한 것을 시작으로 2020년 대한민국 제21대 국회의원 선거까지 대전광역시 서구 갑 선거구에 총 5번이나 선거에 출마했지만 번번이 박병석 의원의 벽을 넘지 못하고 낙선한 이력을 지니고 있다. 
처음 2004년 대한민국 제17대 국회의원 선거 때 한나라당 후보로 공천을 받아 대전광역시 서구 갑 선거구에 출마했다. 그러나 노무현 대통령 탄핵 소추 사태 역풍으로 인해 대전광역시 전역에서 한나라당에 대한 비토 여론이 강해져 이걸 이기지 못했고 열린우리당 박병석 후보에게 22.97% : 51.75%로 2배 이상의 격차를 내며 대패하고 말았다. 낙선한 이후 2006년 4월 27일에 대전광역시장 염홍철에 의해 정무부지사로 임명되어 1년 간 대전광역시 정무부지사 직을 수행했다. 이후 2007년 4월 2일, 정무부지사 직을 사임했다.
2008년 대한민국 제18대 국회의원 선거 때에도 대전광역시 서구 갑 선거구에 출마를 준비했으나 한기온 후보에게 밀려 낙천되었고 결국 3월 18일에 한나라당을 탈당해 3월 21일에 자유선진당에 입당했다. 그러나 자유선진당에서도 백운교 후보에게 밀려 낙천되었고 결국 3월 25일에 친박연대로 입당해 친박연대 후보로 출마했다. 당시 선거는 이명박 정부가 출범하고 불과 2개월 만에 치러진 선거였고 통합민주당의 인기가 매우 낮았기에 보수 정당이 충분히 석권할 수 있었음에도 불구하고 결국 보수 표심이 3갈래로 분산되었다. 이 덕분에 현역 의원 박병석 후보가 불과 41.29% 득표율로 어부지리로 당선되었고 이영규는 이번엔 13.53% 득표에 그쳐 4위까지 처지며 2번째로 낙선의 고배를 마셨다.
2012년 대한민국 제19대 국회의원 선거 때에도 새누리당의 단수공천을 받아 대전광역시 서구 갑 선거구에 3번째로 도전했다. 상대는 또 민주통합당의 박병석 후보였다. 이번에도 보수 표심이 자유선진당 송종환 후보와의 단일화 실패로 분열된 데다 3선인 박병석 후보의 관록을 이기지 못했다. 결국 33.96% : 54.53%로 3번째 도전에서도 또 박병석 후보의 벽을 넘지 못하고 낙선의 고배를 마셨다. 
2016년 대한민국 제20대 국회의원 선거 때에도 새누리당의 단수공천을 받아 대전광역시 서구 갑 선거구에 4번째로 도전했다. 이번 상대 역시 더불어민주당의 박병석 후보였다. 이번에는 지난 2번의 총선과는 반대로 민주-진보 진영에서 표 분산이 발생했다. 국민의당에서 김흥규 후보가 출마했고 민중연합당 역시 주무늬 후보가 출마해 3갈래로 표심이 분산되었기 때문이다. 상대 진영의 표 분산이란 호재에 힘입어 드디어 4번째 도전만에 뜻을 이루는 듯했으나 어림도 없었다. 국민의당 김흥규 후보가 10.13%를 득표하고 민중연합당 주무늬 후보가 1.37%를 득표해 두 사람이 도합 11.5%나 갈라먹었지만 이 같은 호재를 전혀 누리지 못하고 39.83% : 48.66%로 또 박병석 후보에게 8.83% 차로 석패했다. 그나마 이전까지 치렀던 선거들 중 최고 득표율을 올렸고 박 후보와의 격차를 처음으로 한 자리 수% 차로 좁혀 보았다는 것에 의의를 둘 수밖에 없었다.
2020년 대한민국 제21대 국회의원 선거에서도 미래통합당의 단수공천을 받아 대전광역시 서구 갑 선거구에 무려 5번째로 도전했다. 처음 이 선거구에 도전했을 때 만 43세였던 그는 어느새 환갑이 되어 있었다. 이번에도 상대는 그의 천적이라 할 수 있는 더불어민주당 박병석 후보였다. 이번엔 두 사람 모두 표 분산으로 인한 핸디캡 없이 1 : 1 진검승부를 겨루게 되었는데 5번째 도전만에 처음으로 40% 이상의 득표율을 올리며 선전했으나 이번에도 42.79% : 55.58%로 또 다시 박병석 후보의 벽을 넘지 못하고 12.79% 차로 오히려 4년 전보다 더 격차가 벌어지며 5번째로 낙선의 고배를 마시고 말았다. 같은 대전광역시이지만 정치적 성향은 반대라 할 수 있는 대덕구에선 그와 마찬가지로 미래통합당 정용기 후보를 상대로 무려 4번이나 패배한 더불어민주당 박영순 후보가 속한 정당은 다르지만 동병상련의 처지에 있었는데 박영순 후보는 이번엔 정용기 후보를 꺾고 드디어 당선의 기쁨을 누리는데 성공했지만 그는 이번에도 박병석 후보의 벽을 넘지 못하고 낙선한 것이다. 한 후보를 상대로 무려 5번 연속으로 패배한 인물은 그가 처음이라고 한다.

## 논란

### 선거 불복 논란
대한민국 제21대 국회의원 선거가 끝난 후 가로세로연구소 등 극우 유튜버들은 이른바 '사전투표 조작 음모론'을 제기하며 이 총선이 부정선거라는 억지 주장을 펼쳤다. 이에 인천광역시 연수구 을에 출마했다가 낙선한 민경욱 등도 동조하며 부정선거 논란에 불을 지폈다. 여기에 대전광역시에 출마했다 낙선한 7명의 미래통합당 후보들 중 이영규 본인과 김소연, 양홍규, 장동혁 등도 동조하여 양홍규 전 대전광역시 정무부시장을 단장으로 한 '4·15 국회의원 선거 실태 조사단'을 구성해 불법 선거운동 사례 등을 모아 심도 있게 검토한 후 고발 등 필요한 조치를 취하기로 했다고 한다. 조사단이 첫 번째로 조사할 사항은 사전투표와 본 투표를 앞두고 대전시와 5개 구청에서 이루어진 '관권선거'와 '금권선거' 의혹이다. 관련 사례를 취합하여 검토한 후 단체장 고발 등의 조치를 취하겠다는 것. 또한 두 번째 조사 사항은 대전 중구 당선자인 황운하 당선인의 공무원법 등 위반 혐의다. 이미 널리 알려진 바와 같이 황 당선인은 현재 공무원 신분이다. 다만, 중앙선관위가 '공직자의 사직원이 접수된 때부터 그 직을 그만 둔 것으로 보고, 선거법상 규정된 모든 선거운동을 할 수 있다'고 유권해석함에 따라 이번 선거에 출마, 당선됐다. 그럼에도 미래통합당 대전시당은 황 당선자를 검찰에 고발, 법원의 판단을 받겠다고 밝혔다. 조사단의 세 번째 임무는 동구·중구·대덕구 등 원도심 지역구를 중심으로 향후 재검표 등 실시에 대비해 법원에 '투표지 등 증거보전 신청'을 제출하겠다는 것이다. 이 선거구들은 모두 미래통합당 후보들이 현역의원으로 박빙의 승부 끝에 패배한 지역구다.
이 때문에 선거 불복 논란에 휩싸였다. 참고로 20년 전에 치른 대한민국 제16대 국회의원 선거 당시 경기도 광주시에서 새천년민주당 후보로 출마했다 낙선한 문학진 후보는 한나라당 박혁규 후보를 상대로 불과 단 3표 차이로 석패해 낙선했다. 당연히 문학진 후보는 당선무효 소송을 내며 몇 번이나 재검표를 했지만 결국 당락은 바뀌지 않았다. 그런데 이영규는 박병석 후보에게 1~2표 차도 아니고 무려 17,258표 차로 대패했고 같이 선거에 불복한 김소연의 경우는 이상민 후보에게 무려 18,156표 차로 대패했으며, 양홍규 역시 박범계 후보에게 20,568표 차로 대패했다. 마지막으로 장동혁 또한 조승래 후보에게 15,875표 차로 대패했다. 이렇게 만 표 이상 차이로 대패한 자들이 재검표를 몇 번이나 한다고 해서 당락이 뒤바뀔 것이라 믿는 것 자체가 너무도 비상식적이다. 이러한 미래통합당 대전시당의 '4·15 국회의원 선거 실태 조사단' 구성과 활동은 선거 직후 발표한 "뼈를 깎는 각오로 변화와 쇄신을 하겠다"는 내용과 배치된다. 미래통합당 대전시당은 16일 성명을 통해 "이번 선거에서 나타난 민심을 겸허하고 무겁게 받아들여 국민들로부터 사랑받는 정당, 수권정당으로서 면모를 갖추기 위한 변화와 쇄신을 게을리 하지 않겠다"고 밝힌 바 있다. 또한 이러한 태도는 선거를 통해 나타난 민심을 무겁게 받아들이기 보다는 선거 패배의 원인을 '관권선거'나 '불법 선거운동' 탓으로 돌리려는 것으로 '선거 불복' 논란을 일으킬 것으로 예상된다.
이에 더불어민주당 대전시당 측에선 7월 1일에 성명서를 내고 "총선에 출마했던 미래통합당 대전지역 낙선자들이 민심을 거스르는 억지 선거 불복 움직임을 본격화했다"고 비난했다. 시당에 따르면 지난달 대전 통합당 총선 후보(이장우·정용기·이은권·양홍규·이영규·장동혁·김소연)들이 관권·금권 선거를 주장하며 대전선거관리위원장을 비롯, 5개 선관위원장을 고발했다는 것. 또 대전지역 국회의원 선거를 모두 무효로 해달라는 내용도 포함된 것으로 알려졌다. 소송의 주된 내용은 코로나19로 인해 사회적 거리두기가 강조되던 지난 4월 대전시와 각 자치구에서 지급된 '대전형 긴급재난 생계지원금'과 '아동양육 한시지원사업' 등에 대해 코로나19를 핑계로 엄청난 액수의 재난지원금이 유권자에게 뿌려졌다는 주장 등이다. 이에 대해 시당은 "이들의 주장을 압축하면 국난을 극복하려는 모든 행정적 움직임은 선거 기간 동안 모두 중단해야 한다는 것"이라며 "자신들의 목적을 위해서라면 시민의 안위나, 어려움 등은 아무 상관이 없다는 뜻이 아니면 과연 무엇인가"라고 꼬집었다. 그러면서 "코로나19의 위기 극복에 매진해도 모자란 이 시국에 국회를 마비시키려 하고, 지역에서는 총선 불복을 위한 소송에만 매달렸던 것이 통합당의 실체"라며 "민심을 기만하고 아직도 허황된 야욕에 휩싸인 통합당의 통렬한 반성과 각성을 촉구한다"고 강조했다.

## 선거 이력
|  | 22.97% |

|  | 13.53% |

|  | 33.96% |

|  | 39.83% |

|  | 42.79% |